# Trigonectes rubromarginatus
Trigonectes rubromarginatus är en fiskart som beskrevs av Costa, 1990. Trigonectes rubromarginatus ingår i släktet Trigonectes och familjen Rivulidae. Inga underarter finns listade i Catalogue of Life.